# Marque Gilmore
Marque Gilmore (Cambridge (Massachusetts)) is een Amerikaanse percussionist en drummer.

## Biografie
De broer van gitarist David Gilmore richtte in 1993 de band Live Drum & Bass op, die wordt beschouwd als de eerste live drum-'n-bass band. De band combineerde live interactieve MIDI-elektronica met dj-optredens en werd populair in zowel New York als Londen. In New York was hij een van de oprichters van de Black Rock Coalition uit New York. In 1994 richtte hij het muziek- en multimediaproject Drum-FM Interactive Tribalistic Session op, dat hij sindsdien leidt. Hij werkte met musici als Joe Zawinul, Roy Ayers, Meshell Ndegeocello, Keziah Jones, Talvin Singh, Gonzalo Rubalcaba en Cheick Tidiane Seck en toerde van 1998 tot 2000 met componist en multi-instrumentalist Nitin Sawhney.
In 1999 ontving hij de New Music Commission Grant van de Britse Arts Council en creëerde hij de voorstelling Millennium Migration met Seck, die in première ging in het Hackney Empire in Londen. In 2000 toerde hij door het Verenigd Koninkrijk als metgezel voor Sting. In 2001 toerde hij door Europa, India en China. Vanaf 2001 vormde hij de Katia Labèque Band met pianiste Katia Labèque, componist Dave Maric en percussionist Julio Barreto.